# ナツァギーン・バガバンディ
ナツァギーン・バガバンディ（モンゴル語: Нацагийн Багабанди; 1950年4月22日 - ）は、モンゴル国の政治家。第2代モンゴル国大統領を務めた。

## 経歴
1950年4月22日にモンゴル人民共和国のザブハン県ヤルウに誕生する。遊牧民の出身であり、ウォッカ工場技師を経てソビエト連邦に留学して政界入りを果たした。1990年にモンゴル人民革命党中央委員会書記となり、1992年に国民大会議議員当選及び議長就任。同年2月にモンゴル人民革命党党首に就任した。当時モンゴル民主連合のエンフサイハン内閣が、政府機構縮小・公務員削減・公共料金値上げ・国有企業民営化などの、急進的な市場経済化政策を推進していた。結果、通貨トゥグリクが下落し、インフレが進み、失業者が増大していた。
1997年5月の大統領選挙に出馬し、モンゴル民主連合所属で、現職のポンサルマーギーン・オチルバト候補に対し、緩やかな市場経済化・弱者保護を標榜した。初のテレビ討論も実現した。当初から優勢が伝えられていたが、伝統統一党のゴンボジャブ候補も含め、他候補を寄せ付けない強みを発揮した。
長男は日本の北陸大学に留学経験があり、旭鷲山と幼馴染である。
| 公職                                | 公職                                                  | 公職                            |
| ----------------------------------- | ----------------------------------------------------- | ------------------------------- |
| 先代 ポンサルマーギーン・オチルバト | モンゴル国大統領 第2代：1997年6月20日 - 2005年6月24日 | 次代 ナンバリーン・エンフバヤル |